# Çorakyüzü, Durağan
Çorakyüzü là một xã thuộc huyện Durağan, tỉnh Sinop, Thổ Nhĩ Kỳ. Dân số thời điểm năm 2011 là 197 người.